# 小行星5439
小行星5439（5439 Couturier）是一颗绕太阳运转的小行星，为主小行星带小行星。该小行星于1990年9月14日发现。

## 轨道参数
小行星5439的轨道半长轴为3.9491563 UA，离心率为0.159。